# Margarita García García
Margarita García García es una política mexicana, miembro del Partido del Trabajo, fue diputada federal para el periodo constitucional de 2018 a 2021, reelecta para un segundo periodo 2021 a 2024 y reelecta el pasado 2 de junio del 2024 por un tercer periodo para la LXVI Legislatura del Congreso de la Unión de México. 2024 - 2027.

## Reseña biográfica
Margarita García García es licenciada en Enfermería y licenciada en Derecho. Miembro de las organizaciones Mujeres Rurales Floreciendo en Oaxaca A.C. y Red Nacional de Mujeres Rurales (RENAMUR).
Inició su actividad política como miembro del partido Convergencia —hoy Movimiento Ciudadano— que la llevó a ser presidenta la colonia Emiliano Zapata en Santa Cruz Xoxocotlán de 1996 a 1999, secretaria de Previsión social en el Sindicato de Trabajadores de los Poderes del estado e Instituciones Descentralizadas de Carácter Estatal de Oaxaca de 2000 a 2002, subcoordinadora de Mujeres de Convergencia en Oaxaca de 2005 a 2006 y presidents del comité municipal de Convergencia en Oaxaca de Juárez de 2006 a 2012.
De 2009 a 2013 fue en adición regidora del ayuntamiento de Oaxaca encabezado por Luis Ugartechea Begué, dejando dicho cargo al ser electa diputada a la LXII Legislatura del Congreso del Estado de Oaxaca entre 2011 y 2013 y en la que coordinó la fracción parlamentaria de Convergencia. De 2013 a 2014 fue asesora de la Secretaría de Seguridad Pública de Oaxaca.
En 2018 inició su militancia en Morena y fue postulada candidata a diputada federal por la coalición Juntos Haremos Historia, electa en representación del Distrito 3 de Oaxaca a la LXIV Legislatura en donde es parte de la bancada del Partido del Trabajo. Es secretaria de la comisión de Protección Civil y Prevención de Desastres  y de la comisión de Trabajo y Previsión Social, además de integrante de la comisión de Pueblos Indígenas.